# Marco Dutra
Marco Aurelio Ferreira Dutra, conocido como Marco Dutra, (São Paulo, 17 de marzo de 1980) es un director de cine, guionista y compositor brasileño.

## Biografía
Dutra nació en São Paulo el 17 de marzo de 1980. Se graduó en cine en la Escuela de Comunicación y Arte de la Universidad de São Paulo. Forma parte del colectivo Filmes do Caixote. Desde su etapa universitaria, trabajó con la directora Juliana Rojas, con quien ha realizado varios trabajos, entre ellas el cortometraje con el que se graduó en 2004, O Lençol Branco, que fue seleccionado para el Cinéfondation 2005 del Festival de Cannes, dedicado al cine escolar.
Dutra y Rojas produjeron en 2007 el cortometraje "Um Ramo", que se exhibió en la exposición paralela Semana da Crítica. En 2011, también junto a Rojas, Dutra dirigió su primer largometraje, Trabalhar Cansa, que se estrenó a nivel mundial en la sección Un certain regard del Festival de Cannes, además de pasar por otros festivales internacionales como el Festival de Cine de Sitges, Festival Internacional del Nuevo Cine Latinoamericano de La Habana, Festival de Moscú, London BFI Festival, Festival de Cine de Lima, el Festival de Paulínia y el Festival de Brasilia. Dutra también desarrolló trabajos como guionista para películas como No Meu Lugar 2009, de Eduardo Valente, y para la serie de televisión Alice en 2009, que se retransmitió en el canal HBO Brasil.
El 31 de enero de 2014 se estrenó su segundo largometraje como director y compositor, Quando Eu Era Vivo, un filme de suspense protagonizado por Sandy Leah, Antônio Fagundes y Marat Descartes que se exhibió en el Festival de Roma. En 2016 codirigió con Roja su tercera película Era el Cielo. Un año después, Dutra presentó el filme As boas maneiras, protagonizado por las actrices Isabél Zuaa y Marjorie Estiano.

## Reconocimientos
Su corto Um Ramo ganó el Premio Descubrimiento de la Semana de la Crítica del Festival de Cannes. Su primer largometraje, Trabalhar Cansa, fue finalista del premio Sundance/NHK, además de recibir el Premio Ciudadano Kane al Mejor Largometraje en el Festival de SIges, el Tercer Premio Coral en el Festival de La Habana, el premio al mejor guion en el Festival de Moscú, el premio a la Mejor Actriz en el Festival de Lima, el Premio del Jurado en el Festival de Paulínia y el de Mejor Actriz de Reparto en el Fesgival de Brasilia. Su filme As boas maneiras recibió el Premio Especial del jurado del Festival de Locarno, en Suiza.

## Filmografía

### Como director y guionista
| Largometrajes y cortometrajes. | Largometrajes y cortometrajes. | Largometrajes y cortometrajes.                           |
| Año                            | Título                         | Papel                                                    |
| ------------------------------ | ------------------------------ | -------------------------------------------------------- |
| 2004                           | Concerto Número Três           | Director y guionista                                     |
| 2004                           | Lençol Branco                  | Director y guionista                                     |
| 2007                           | Um ramo                        | Director y guionista                                     |
| 2009                           | En mi lugar                    | Guionista                                                |
| 2009                           | Las sombras                    | Director y guionista                                     |
| 2011                           | Trabalhar Cansa                | Director y guionista (junto con Juliana Rojas) Mi país   |
| 2011                           | Mi país                        | Guionista                                                |
| 2014                           | Cuando estaba vivo             | Director y guionista (junto con Gabriela Amaral Almeida) |
| 2016                           | Era el cielo                   | Director                                                 |
| 2017                           | Los buenos modales             | Director y guionista (junto con Juliana Rojas)           |

### Compositor
| 2014 | Cuando estaba vivo | Compositor                        |
| 2012 | Lo que se mueve    | Compositor de canciones temáticas |